# Březnice (Boemia meridionale)
Březnice è un comune della Repubblica Ceca facente parte del distretto di Tábor, in Boemia Meridionale.